# Eduardo Hurtado
Eduardo Hurtado, född den 2 december 1969 i Esmeralda i Ecuador, är en fotbollsspelare. Han har spelat 74 matcher för Ecuador och debuterade i landslaget den 24 maj 1992. Hurtado har deltagit i turneringar som Copa America 1993, 1995 och 1997 och VM 2002. I Copa America 1993 gjorde Hurtado 3 mål.
Eduardo Hurtado har spelat i dessa klubbar:
- 1987-1990: Juvenil, Ecuador
- 1991-1992: Valdez FC, Ecuador
- 1993: Saint Gallen, Schweiz
- 1993: Colo-Colo, Chile
- 1994: Correcaminos, Mexiko
- 1994-1995: Emelec, Ecuador
- 1996: LA Galaxy, USA
- 1996: Barcelona, Ecuador
- 1997: LA Galaxy, USA
- 1997: Liga de Quito, Ecuador
- 1998: MetroStars, USA
- 1998: Liga de Quito, Ecuador
- 1999: MetroStars, USA
- 1999: Liga de Quito, Ecuador
- 2000: NE Revolution, USA
- 2000: Liga de Quito, Ecuador
- 2001: Argentinos Juniors, Argentina
- 2001-2002: Hibernian, Skottland
- 2002: Barcelona, Ecuador
- 2003: El Nacional, Ecuador
- 2003: Universidad de Concepción, Chile
- 2004: Audaz Octubrino, Ecuador
- 2005-2006: Olmedo, Ecuador
- 2007: Técnico Universitario, Ecuador
- 2006: Norteamérica, Ecuador
- 2007: Deportivo Pereira, Colombia
- 2008: San Camilo, Ecuador
- 2010: Patria, Ecuador